# De Tre Edsege
De Tre Edsege er navnet på tre egetræer i Augustenborg Skov på Als, der i 1674 dannede ramme om et hemmeligt møde mellem statholder i Norge Ulrik Frederik Gyldenløve, storkansler Frederik Ahlefeldt og kammersekretær Conrad Biermann, som alle var nære venner af hertug Ernst Günther på Augustenborg Slot. Hertugen og hans støtter ønskede at modarbejde den mægtigste mand i Kongeriget Danmark, rigskansler Peder Schumacher Griffenfeld.
Griffenfelds fald blev senere kædet sammen med hans forkastelse af den augustenborgske prinsesse, og sådan opstod fortællingen om de Tre Edsege, som er blevet fortalt fra generation til generation på Als. Da H.C. Andersen besøgte hertugfamilien på Augustenborg Slot i 1844, fik han forevist den lygte, som de tre havde medbragt, da de mødtes under egene en sen aftenstund.
Det sidste af de tre egetræer væltede under en storm i 1994.